# Хусейн Кепрюлю
Хусейн Кепрюлю (Амджа-заде Хусейн-паша Кепрюлю) (*1644 — †4 вересня 1702) — великий візир Османської імперії з 17 вересня 1697 року до 4 вересня 1702 року.

## Життєпис

### Молоді роки
Походив з впливової родини Кепрюлю. Син Хасан-агі Кепрюлю та небіж великого візира Мехмеда Кепрюлю. Звідси його прізвисько «Амджа-заде», тобто небіж. Замолоду мешкав у Болгарії у селищі Козлуджа. навчання отримав під орудою батька.
У 1683 році вже як офіцер «штабу» великого візира Кара-Мустафи бере участь в облозі Відня під час Війни Священної ліги. Бере участь у битві під Віднем та у відступі османської армії до Белграду. після страти Кара-Мустафи за наказом султана Хусейна було кинуто до в'язниці. Втім вже у 1684 році звільнено й призначено бейлербеєм містечка Чардак на півострові Галліполі, згодом зі званням візир отримує санджак Седулбехір.
У 1691 році Хусейн Кепрюлю призначається каймакамом Стамбула. Але вже у 1692 році він знову повертається до керування санджаком. У 1694 році стає капудан-пашою, допомагає османському військовику Мезоморті Хусейну-паші відвоювати у 1695 році у венеційців острів Хіос. З цього моменту довіра до Хусейна з боку султана Мустафи II значно зросла. У 1696 році він знову стає каймакамом Стамбула. З огляду на складну військову ситуацію того ж року Хусейн Кепрюлю отримує посаду каймакама Белграда. У 1697 році сюди підійшли основні османські війська на чолі із султаном. Під час військової ради Хусейн Кепрюлю запропонував рушити на фортецю Вараждин, щоб звідти створювати небезпеку військам Австрії та їх союзникам. Втім більшість підтримала план руху війська на Зенту. Цей план підтримав Мустафа II. Втім 11 вересня 1697 року османська армія була розбита під Зентою військами на чолі із Євгеном Савойським. Вже 17 вересня султан призначає Хусейна Кепрюлю великим візиром.

## Великий візир
Із самого початку Хусейн Кепрюлю спрямував свою енергію на спонукання султана до виходу із війни та укладання миру з Австрією, Венецією та Річчю Посполитою. Османська імперія була економічно та військово виснажена й не могла продовжувати війну. Зрештою, у 1699 році розпочався Карловицький конгрес, який завершився замиренням османів із їх ворогами. Кепрюлю від імені султана поступився Угорщиною та Трансильванією на користь Австрії, Далмацією та Пелопонесом (Мореєю) на користь Венеції, Поділлям та Правобережною Україною на користь Речі Посполитої.
Втім Хусейн Кепрюлю вважав, що це невелика ціна за відновлення держави. Він запланував низку реформ в усіх сферах для поновлення могуття Османської імперії, щоб у подальшому взяти реванш. Перш за все Кепрюлю вирішив відновити економічну силу імперії, пожвавивши торгівлю, ремісництво, послабивши податковий тягар. Було значно знижено акцизи на тютюн та каву, зменшені мита на товари загального вжитку. Окрім того, усі надзвичайні податки та великі штрафи запроваджені під час війни було скасовано, оголошено податкову амністію. Також Хусейн багато уваги приділяв розширенню сільськогосподарських угідь, надавав пільги селянам. Держава за Кепрюлю підтримувала вітчизняних виробників, щоб зменшити імпорт з Європи.
Окрім того, стало більше уваги приділятися християнському населенню імперії. Після Карловицького миру християнам у Сербії й Банаті були прощені податі за рік. Великий візир піклуватися про захист християн від поборів та інших утисків. Недостатні для того, щоб примирити християн з турецьким гнітом, ці заходи дратували яничарів і турків. 
Для відновлення військової потуги Хусейн Кепрюлю вирішив реформувати армію, створивши більш професійну, щоб відповідала умовам часу. Вона отримала назву «капікулу». За наказом яничарський корпус було зменшено з 70 тисяч до 34 тисяч, артилерійський корпус зменшено з 6 тисяч до 1250 вояків. 1699 року було скорочено чисельність загалом недостатньо ефективних прикордонних загонів на 50%, що поліпшило загальні фінанси. Водночас була проведена реформа загонів спагів, приборкано корупцію у цих військах. Стало багато уваги приділятися військовим навчанням, підготовці офіцерів. Хусейн Кепрюлю значну увагу також приділяв військово-морським силам. Застарілі галери були замінені сучасними вітрильниками, перш за все галеонами. Було створено морський офіцерський корпус, встановлено ієрархію посад на флоті. За наказом Кепрюлю було створено казарми для моряків, підвищено платню, запроваджено пенсію для ветеранів.
Разом з тим Кепрюлю вирішив оновити склад бюрократії імперії. Було звільнено багато некваліфікованих або малоосвічених чиновників, а на їх місце призначено молодих, гарно підготовлених. Разом з тим починають набувати вагу аяни та місцеві паши Балканського півострова (з часом у середині XVIII ст. це призведене до фактичного утворення великої кількості напівнезалежних пашаликів та аянликів).
Втім, у своїх реформах Хусейн зіткнувся з опозицією з боку шейх уль-іслама Фейзули-ефенді, а згодом його сина Фетхулаха-ефенді. Вони створили потужну організацію, яка стала налаштовувати султана проти великого візира. Це протистояння загострилося ще більше після смерті у 1701 році друга Хусейна Кепрюлю — впливового капудан-паші Мезоморти Хусейн-паші. Саме в цей час до нього прибув посланець кримського хана Девлет II Ґерая за дозволом в союзі з Запорізькою Січчю (для цього в Бахчисарай прибув посол Супрун Стеблевський) почати війну проти Московського царства (для поставлення гетьманом Петра Іваненка) з розрахунком подальшої військової допомоги османського війська. Великий візир відмовив, але використав цю ситуацію для отримав поступок в московського посланця — стольника Федора Протасьєва, зокрема у знесенні фортеці Кам'яний Затон. Натомість кримського хана, що все одно збирав війська, було позбавлено трону.
Втім здоров'я самого Кепрюлю теж погіршилося, внаслідок чого 4 вересня 1702 року він подає у відставку, незабаром після цього 22 вересня 1702 року помер у Селімбрії.